# Newark (Missouri)
Newark és una població dels Estats Units a l'estat de Missouri. Segons el cens del 2000 tenia 100 habitants.

## Demografia
Segons el cens del 2000, Newark tenia 100 habitants, 45 habitatges, i 27 famílies. La densitat de població era de 120,7 habitants per km².
Dels 45 habitatges en un 24,4% hi vivien nens de menys de 18 anys, en un 55,6% hi vivien parelles casades, en un 0% dones solteres, i en un 40% no eren unitats familiars. En el 40% dels habitatges hi vivien persones soles el 15,6% de les quals corresponia a persones de 65 anys o més que vivien soles. El nombre mitjà de persones vivint en cada habitatge era de 2,22 i el nombre mitjà de persones que vivien en cada família era de 3.
Per edats la població es repartia de la següent manera: un 25% tenia menys de 18 anys, un 6% entre 18 i 24, un 27% entre 25 i 44, un 23% de 45 a 60 i un 19% 65 anys o més.
L'edat mediana era de 40 anys. Per cada 100 dones de 18 o més anys hi havia 127,3 homes.
La renda mediana per habitatge era de 20.250 $ i la renda mediana per família de 24.792 $. Els homes tenien una renda mediana de 21.250 $ mentre que les dones 26.250 $. La renda per capita de la població era de 10.634 $. Entorn del 5,9% de les famílies i el 13,2% de la població estaven per davall del llindar de pobresa.

## Poblacions més properes
El següent diagrama mostra les poblacions més properes.